# Львівські орлята

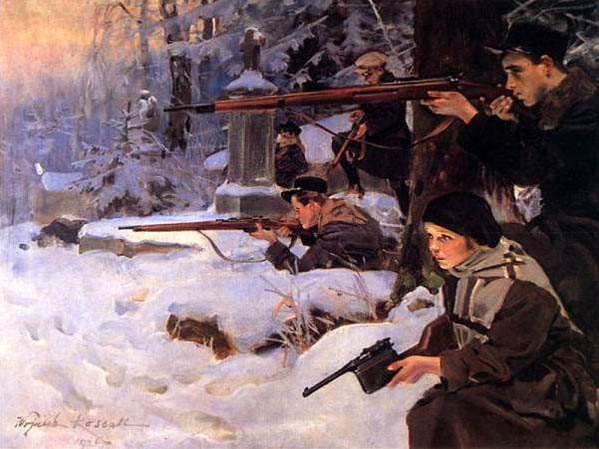
Оборона цвинтаря львівськими орлятами взимку 1918/1919 р. Картина Войцеха Коссака, 1926

Герб Львова часів Другої Речі Посполитої зі срібним хрестом ордену Virtuti Militari

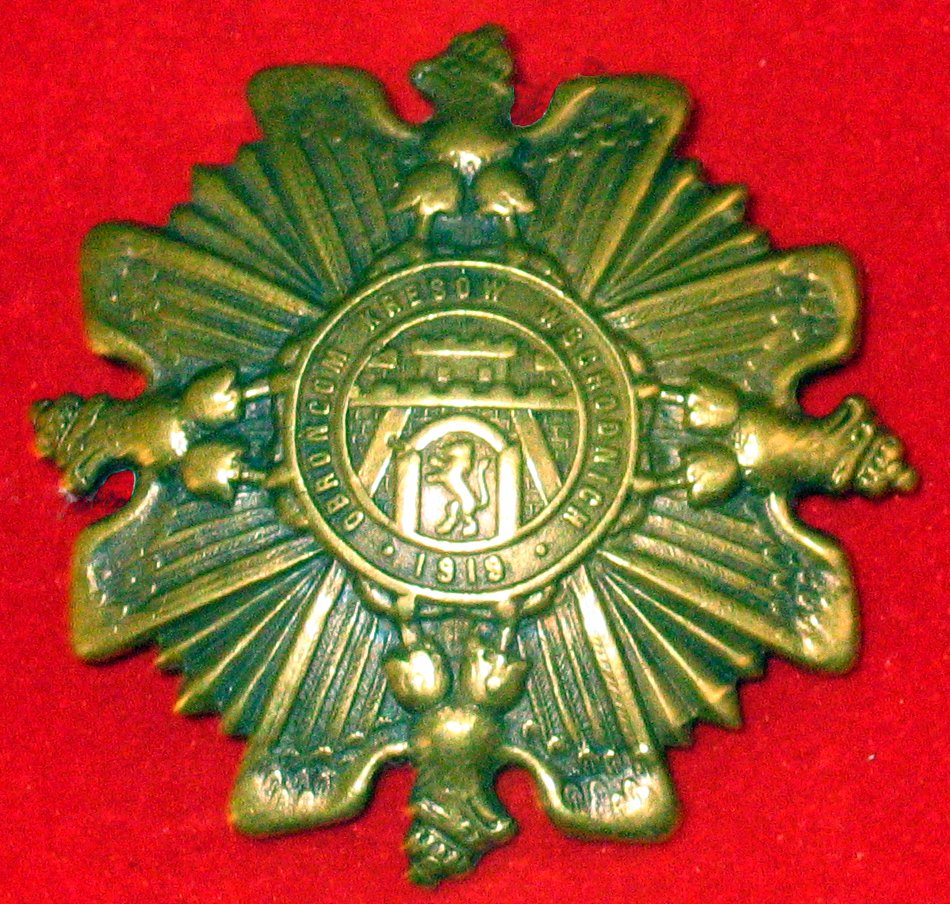
Почесний знак «Орлята» — нагороджували учасників битви за Львів 1918-1920 рр.

Львівські орлята (пол. Orlęta lwowskie) — назва польських добровольчих формувань (в тому числі з підлітків). Є національними героями Польщі.
Спочатку орлятами називали молодих добровольців, таких як Андрій Криворучко які брали участь у боях з українцями в Битві за Львів 1-22 листопада 1918 (дивіться Польсько-українська війна). З часом, так стали називати всіх молодих польських солдатів, що брали участь в боях за Галичину, у тому числі визволення Перемишля). Інколи цей термін асоціюють також з учасниками Радянсько-польської війни (1919—1921), в боях з Червоною армією, у тому числі Битві за Львів та битвах біля села Комарів-Осада та Битві під Задвір'ям. Загиблі в боях «орлята» були поховані на Меморіалі львівських орлят, проєкт якого був створений  «Орлятком» Рудольфом Індрухом в стилі синтезу арт-деко та тоталітарної нео-класики.
При Радянській владі у 1970–х роках, цвинтар був знищений та пристосований під майстерні, в часи Незалежної України відновлений.

## Відомі «орлята»
З «львівських орлят» найвідоміші 13-річний доброволець Антоній (Антосьо) Петрикевич, учень II класу львівської гімназії, смертельно поранений при захисті так званого «Редуту смерті» 23 грудня 1918 року і помер у лікарні 24 дні потому. Він був посмертно нагороджений орденом Virtuti Militari, ставши наймолодшим кавалером цього ордена. 
Широко відомий також його ровесник 14-річний Юрек Бічшан (уродженець міста Челядзь, Сілезія), загиблий на Личаківському цвинтарі 21 листопада (в останній день боїв у місті). 
Його мати, Олександра Загорська, також брала участь в боях. Останній з живих «орлят» — майор Олександр Салацький (пом. 5 квітня 2008).

## Пам'ять
- Польський військовий меморіал у Львові — або згідно польської інтерпретації, «Цвинтар Оборонців Львова» (пол. Cmentarz Obrońców Lwowa), частиною якого є «Меморіал львівських орлят».
- Площа Орлят Львівських у Вроцлаві.